# National Institute of Economic and Social Research

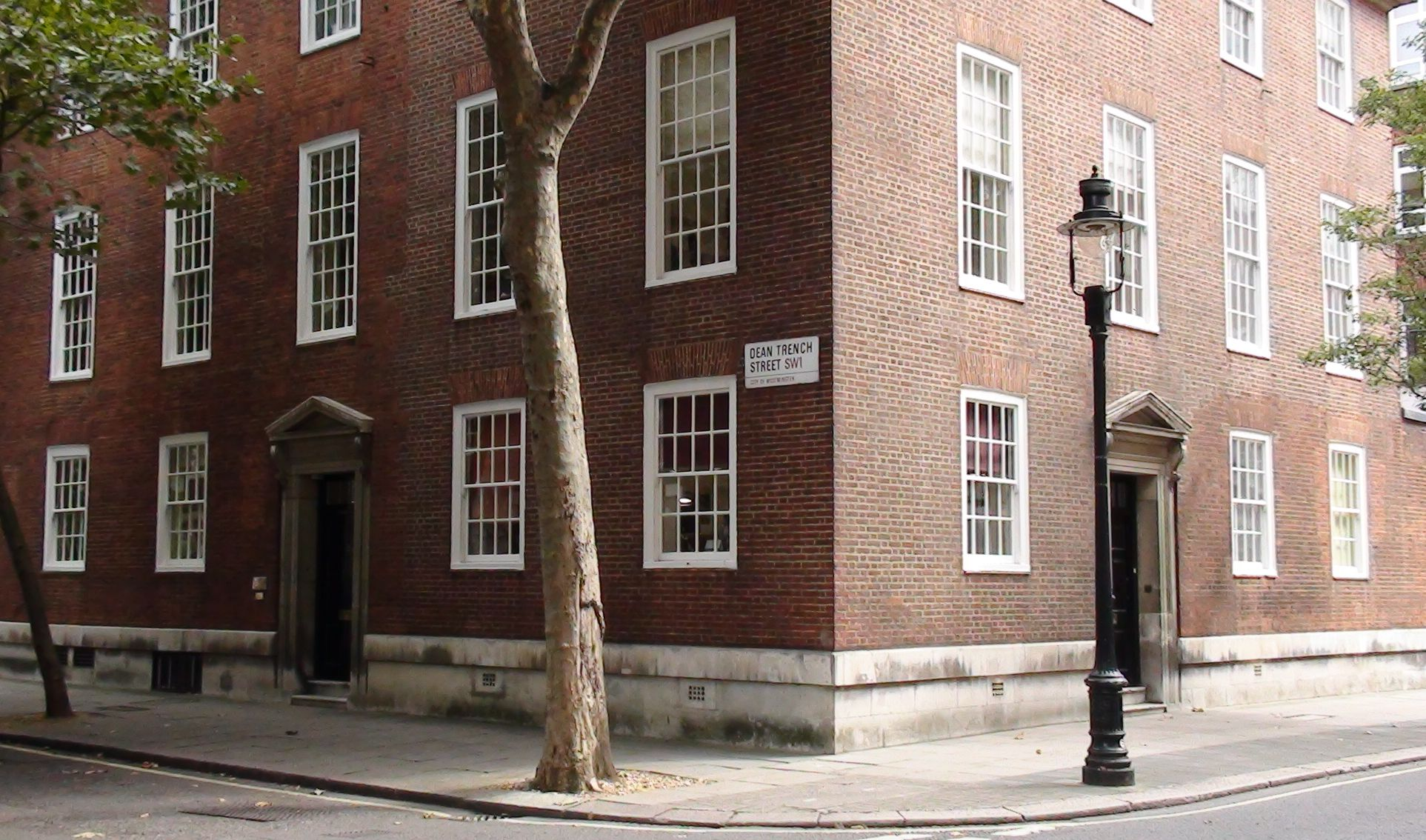
National Institute of Economic and Social Research in der City of Westminster

Das National Institute of Economic and Social Research (NIESR) ist ein in London ansässiger englischer Thinktank für wirtschaftswissenschaftliche Forschung.

## Beschreibung
Das Institut wurde 1938 gegründet und ist damit das älteste unabhängige, wirtschaftswissenschaftliche Forschungsinstitut im Vereinigten Königreich.
Zu den von NIESR abgedeckten Forschungsbereichen gehören Armut, Ausgrenzung und Wohlfahrt, Bildung, Arbeit, Beschäftigung und Löhne, makroökonomische Modellierung, Klimawandel, Geldtheorie und Geldpolitik, politische Ökonomie, Produktivität, Handel und regionale Ökonomien.
Das Institut erhält keine öffentliche Grundfinanzierung. Der Jahresumsatz beträgt rund 5 Millionen Pfund. 2021 arbeiteten dort knapp 50 Personen.

## Publikationen
Seit 1959 veröffentlicht NIESR die begutachtete, vierteljährlich erscheinende Zeitschrift National Institute Economic Review (NIER). Dort werden Artikel zu Makroökonomie, Wirtschaftsprognosen und Auswirkungen von Ereignissen wie Brexit oder COVID-19 auf Haushalte und Wirtschaftssektoren veröffentlicht.
Monatlich veröffentlicht NIESR Wirtschaftsindikatoren wie Inflationsrate, Bruttoinlandsprodukt oder Lohnniveau und nutzt diese Daten, um die weitere Entwicklung zu modellieren.

## Modelle
Seit 1969 werden am NIESR makroökonomische Modellierungen durchgeführt, die meist Ideen des Keynesianismus folgten.
Das NIESR entwickelt und nutzt seit 1987 das National Institute Global Econometric Model (NiGEM), das von zahlreichen Zentralbanken und internationalen Organisationen genutzt wird, beispielsweise von OECD, IWF und für die Klimaszenarien des Networks for Greening the Financial System (NGFS).
Das National Institute Regional Modelling System (NiREMs) bildet die britische Wirtschaft auf Ebene der 12 NUTS1-Regionen ab.
Die Lifetime Income Distributional Analysis (LINDA) ist ein dynamisches strukturelles Mikrosimulationsmodell, das die heterogenen Reaktionen der Bevölkerung auf Politikmaßnahmen und externe Schocks und Schocks abbildet.

## Direktoren

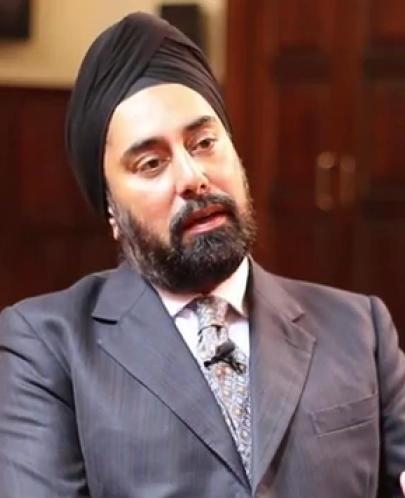
Jagjit Chadha

- Noel Hall, 1937–1940, bereits vor der offiziellen Gründung
- Geoffrey Crowther, Baron Crowther, 1940, im Juni zum Kriegsdienst eingezogen
- Henry Clay, 1940–1949[12]
- Bryan Hopkin, 1952–1957[13]
- Christopher Saunders, 1957–1965
- David Worswick, 1965–1982
- Andrew Britton, 1982–1995
- Martin Weale, 1995–2011
- Jonathan Portes, 2011–2015
- Frances Cairncross, 2015–2016
- Jagjit Chadha, seit 2016